# Euproutia intermaculata
Euproutia intermaculata är en fjärilsart som beskrevs av W. Warren 1905. Euproutia intermaculata ingår i släktet Euproutia och familjen mätare. Inga underarter finns listade i Catalogue of Life.